# Martin Vučić
Martin Vutsjitsj (Macedonisch: Мартин Вучиќ) (Skopje, 7 augustus 1982) is een zanger uit Noord-Macedonië.
Hij verkreeg in 2005 Europese bekendheid toen hij Macedonië vertegenwoordigde op het Eurovisiesongfestival 2005. Met het up-tempo liedje Make my day wist hij zich in de halve finale te kwalificeren voor de finale, waarin hij met 52 punten op de 17e plaats eindigde. Na afloop van het songfestival werd hij onderscheiden met de Barbara Dex Award.
Een jaar later reikte Vutsjitsj de Macedonische punten uit tijdens de puntentelling van het Eurovisiesongfestival 2006. 